# 哈特利 (喬治亞州)
哈特利（英語：Hatley）是位於美國喬治亞州克里斯普縣的一個非建制地區。該地的面積和人口皆未知。

## 地理
哈特利的座標為31°53′58″N 83°36′48″W / 31.89944°N 83.61333°W，而該地的平均海拔高度為124米（即407英尺）。